# Nicki Minaj
Onika Tanya Maraj (født 8. december 1982), bedre kendt under sit kunstnernavn Nicki Minaj (udtales [minaʒ]), er en rapper og sanger fra Trinidad og Tobago, født i Saint James der er en forstad til hovedstaden Port of Spain.
Fra 2002 til 2004 rappede Minaj i New York hiphop gruppen Hoodstars, der bestod af rapperne Lou$tar, 7even Up og hypemanden Safaree Samuels, som Minaj var i et forhold med. Lou$tar rekrutterede Minaj, da ham og hans far havde hørt hendes matriale. I 2004 indspillede Hoodstars indgangssangen til WWE Diva Victoria, ved navn "Don't Mess With", som var med på opsamlingsalbummet ThemeAddict: WWE The Music, Vol.6. De arbejdede derefter sammen med Minaj som soloartist og mødtes med nogle pladeselskaber, herunder Warner Brothers, som udtrykte interesse for at melde Minaj ud af gruppen, men som krævede en ghostwriter for at få en aftale, hvilket hun nægtede, fast besluttet om at hun altid vil skrive sine sange. 
Hun kom frem, da hun i august 2009 underskrev en pladekontrakt med Young Money Entertainment og senere Cash Money Records, med distribution fra Universal Motown. I Nicki Minajs tidlige karriere, har hun udgivet tre mixtapes: Playtime Is Over, Sucka Free, og Beam Me Up Scotty. Nicki Minaj blev opdaget af den amerikanske rapper Lil Wayne efter de tre mixtapes. Hun udgav med succes sit første album, Pink Friday i 2010, som gik ind på andenpladsen på den amerikanske Billboard 200, kun slået af Kanye Wests My Beautiful Dark Twisted Fantasy.
Minaj blev den første kunstner nogensinde til at have syv sange på Billboard Hot 100 på samme tid.
Hendes anden single, "Your Love", nåede nummer et på Billboard Hot Rap Songs listen, hvilket gør Minaj til den første kvindelige uledsagede kunstner på toppen af hitlisten siden 2002. Nicki Minaj blev den første kvindelige kunstner, der kom på MTV's årlige "Hottest MC List". En måned efter udgivelsen af Pink Friday, fik Minajs album en platin plade i USA. Minaj er kendt for at samarbejde med en lang række kunstnere og for at være gæsterapper på mange populære sange. Hun vandt også den eftertragtede "Moonman" for singlen "Super Bass" til den årlige VMA på MTV.
Minaj var dommer ved American Idol sæson 12 (2013), og er til dato i et forhold med rapperen Meek Mill.

## Diskografi

### Studiealbum
- Pink Friday (2010)
- Pink Friday: Roman Reloaded (2012)
- The Pinkprint (2014)
- Queen (2018)
- Pink Friday 2 (2023)[4]